# Urawa Red Diamonds 2011
Questa voce raccoglie le informazioni riguardanti gli Urawa Red Diamonds nelle competizioni ufficiali della stagione 2011.

## Maglie e sponsor
Lo sponsor ufficiale della squadra è Meiji Seika, mentre le maglie sono prodotte dalla Nike.
| Manica sinistra · Manica sinistra · Maglietta · Maglietta · Manica destra · Manica destra · Pantaloncini · Pantaloncini · Calzettoni | Manica sinistra · Manica sinistra · Maglietta · Maglietta · Manica destra · Manica destra · Pantaloncini · Pantaloncini · Calzettoni |

## Rosa
| N. |                      | Ruolo | Calciatore            |
| -- | -------------------- | ----- | --------------------- |
| 1  | Giappone (bandiera)  | P     | Norihiro Yamagishi    |
| 2  | Giappone (bandiera)  | D     | Keisuke Tsuboi        |
| 3  | Giappone (bandiera)  | D     | Tomoya Ugajin         |
| 4  | Australia (bandiera) | D     | Matthew Špiranović    |
| 5  | Giappone (bandiera)  | C     | Shunki Takahashi      |
| 6  | Giappone (bandiera)  | D     | Nobuhisa Yamada       |
| 7  | Giappone (bandiera)  | C     | Tsukasa Umesaki       |
| 8  | Giappone (bandiera)  | C     | Yōsuke Kashiwagi      |
| 10 | Brasile (bandiera)   | C     | Marcio Richardes      |
| 11 | Giappone (bandiera)  | A     | Tatsuya Tanaka        |
| 12 | Giappone (bandiera)  | D     | Koji Noda             |
| 13 | Giappone (bandiera)  | C     | Keita Suzuki          |
| 14 | Giappone (bandiera)  | C     | Tadaaki Hirakawa      |
| 15 | Giappone (bandiera)  | A     | Sergio Ariel Escudero |

| N. |                     | Ruolo | Calciatore         |
| -- | ------------------- | ----- | ------------------ |
| 16 | Giappone (bandiera) | A     | Hiroyuki Takasaki  |
| 17 | Giappone (bandiera) | D     | Mitsuru Nagata     |
| 18 | Giappone (bandiera) | P     | Nobuhiro Kato      |
| 19 | Giappone (bandiera) | D     | Shunsuke Tsutsumi  |
| 20 | Giappone (bandiera) | D     | Satoshi Horinouchi |
| 21 | Giappone (bandiera) | A     | Kazuki Hara        |
| 22 | Giappone (bandiera) | C     | Naoki Yamada       |
| 23 | Giappone (bandiera) | C     | Jun Aoyama         |
| 24 | Giappone (bandiera) | A     | Genki Haraguchi    |
| 25 | Giappone (bandiera) | P     | Koki Otani         |
| 26 | Giappone (bandiera) | D     | Mizuki Hamada      |
| 27 | Giappone (bandiera) | C     | Shūto Kojima       |
| 28 | Giappone (bandiera) | D     | Takuya Okamoto     |
| 29 | Brasile (bandiera)  | A     | Mazola             |

## Statistiche

### Statistiche di squadra
| Competizione           | Punti | Totale | Totale | Totale | Totale | Totale | Totale | DR |
| Competizione           | Punti | G      | V      | N      | P      | Gf     | Gs     | DR |
| ---------------------- | ----- | ------ | ------ | ------ | ------ | ------ | ------ | -- |
| J. League Division 1   | 36    | 34     | 8      | 12     | 14     | 36     | 43     | -7 |
| Coppa Yamazaki Nabisco | -     | 6      | 6      | 0      | 1      | 12     | 5      | +7 |
| Coppa dell'Imperatore  | -     | 4      | 3      | 0      | 1      | 9      | 4      | +5 |
| Totale                 |       | 44     | 17     | 12     | 16     | 57     | 52     | +5 |